# Opius atricornis
Opius atricornis är en stekelart som beskrevs av Fischer 1963. Opius atricornis ingår i släktet Opius och familjen bracksteklar. Inga underarter finns listade i Catalogue of Life.